# Nariz humana
La nariz humana es la extremidad más externa de la cara. En ella se encuentran las fosas nasales y es el primer órgano del sistema respiratorio. También es el órgano principal del sistema olfativo. La forma de la nariz está determinada por los huesos nasales y los cartílagos nasales, incluido el tabique nasal que separa las fosas nasales y divide la cavidad nasal en dos. Por término medio, la nariz de un hombre es más grande que la de una mujer.
La función principal de la nariz es respirar, y la mucosa nasal que recubre la cavidad nasal y los senos paranasales realizan el acondicionamiento necesario del aire inhalado calentándolo y humedeciéndolo. Los cornetes nasales, en las paredes de las cavidades, desempeñan un papel importante en este proceso. El filtrado del aire por los pelos nasales en las fosas nasales impide que las partículas grandes entren en los pulmones. Los estornudos son un reflejo para expulsar de la nariz las partículas no deseadas que irritan el revestimiento de la mucosa. Los estornudos pueden transmitir infecciones, porque se crean aerosoles en los que las gotitas pueden albergar agentes patógenos.
Otra función importante de la nariz es el olfato, el sentido del olfato. El área del epitelio olfatorio, en la cavidad nasal superior, contiene células olfativas especializadas responsables de esta función.
La nariz también participa en la función del habla. Las vocales nasales y las consonantes nasales se producen en el proceso de nasalización. Las cavidades huecas de los senos paranasales actúan como cámaras de sonido que modifican y amplifican el habla y otros sonidos vocales.
Existen muchos procedimientos de cirugía plástica de la nariz, conocidos como rinoplastias, para corregir varios defectos estructurales o cambiar la forma de la nariz. Los defectos pueden ser congénitos, o ser el resultado de trastornos nasales o de un traumatismo. Estos procedimientos son un tipo de cirugía reconstructiva. Los procedimientos electivos para cambiar la forma de la nariz son un tipo de cirugía estética.

## Estructura
Varios huesos y cartílagos forman el marco óseo-cartilaginoso de la nariz y la estructura interna. La nariz también está formada por tipos de tejido blando como piel, epitelios, membranas mucosas, músculos, nervios y vasos sanguíneos. En la piel hay glándulas sebáceas y en la membrana mucosa hay glándulas nasales. Los huesos y cartílagos brindan una fuerte protección para las estructuras internas de la nariz. Hay varios músculos que participan en los movimientos de la nariz. La disposición de los cartílagos permite flexibilidad a través del control muscular para permitir que se modifique el flujo de aire. 

### Huesos

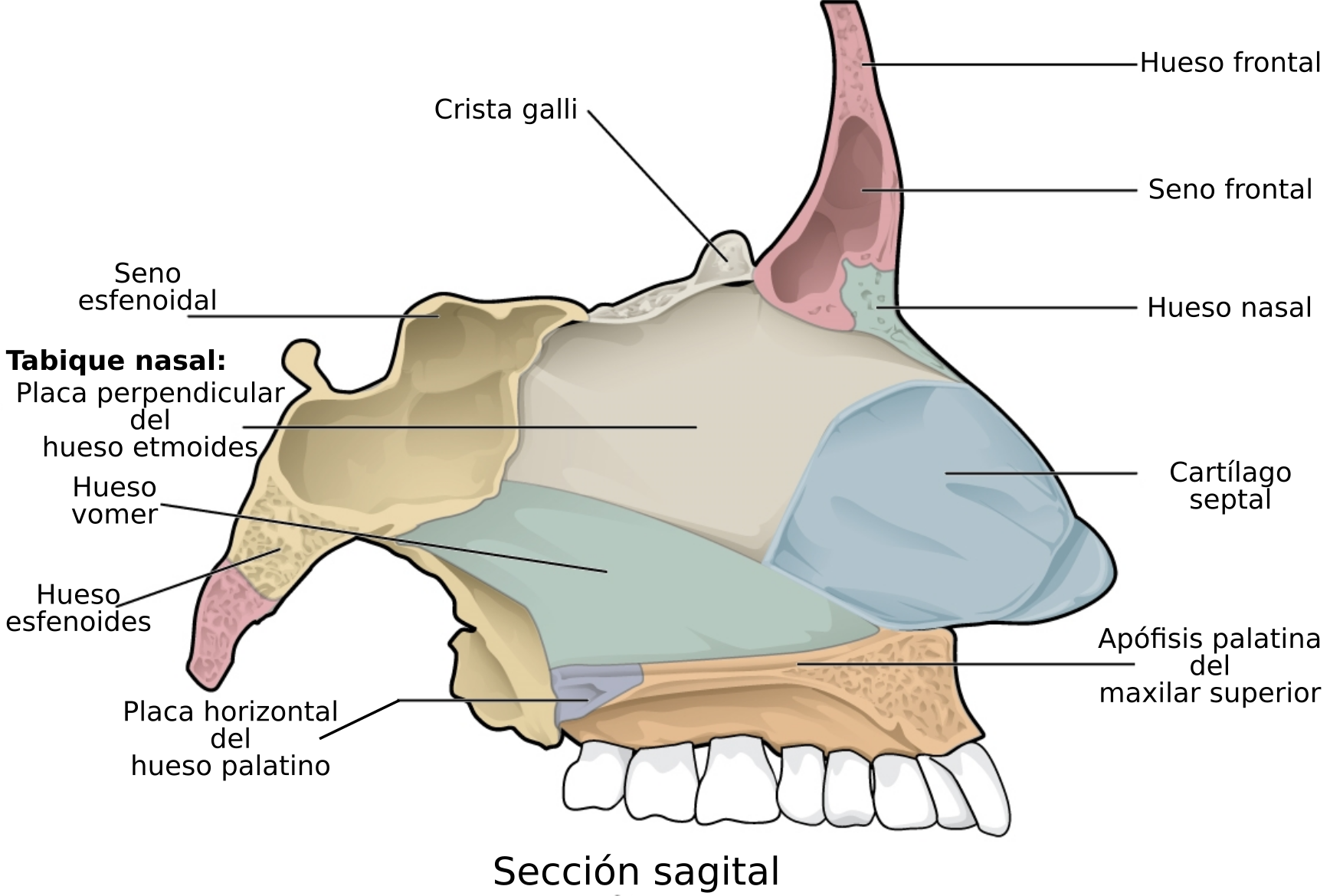
Huesos de la nariz y cartílago septal

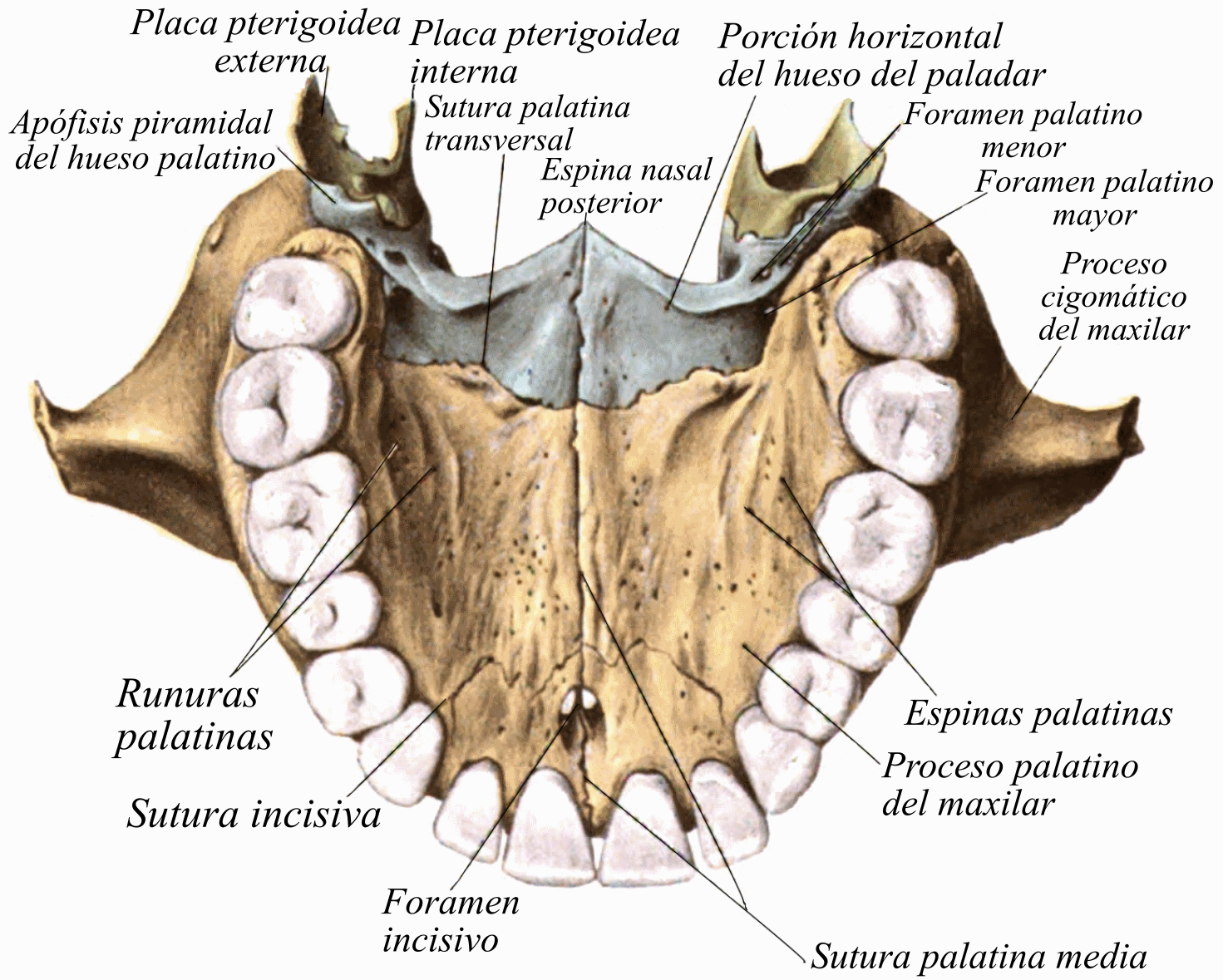
Techo de la boca que muestra la posición de los huesos palatinos que forman el piso de la nariz y forman la espina nasal posterior para la unión de los músculos de la úvula.

La estructura ósea de la nariz es proporcionada por el maxilar, el hueso frontal y varios huesos más pequeños.
La parte superior ósea de la nariz está formada por la parte nasal del hueso frontal, que se encuentra entre los bordes de las cejas, y termina en una muesca nasal dentada. Un hueso nasal izquierdo y otro derecho se unen con la parte nasal del hueso frontal a cada lado; y estos al lado de los pequeños huesos lagrimales y la apófisis frontal de cada maxilar. El techo interno de la cavidad nasal está compuesto por la placa cribiforme perforada horizontal del hueso etmoides a través de la cual pasan las fibras sensoriales del nervio olfatorio. Debajo y detrás de la placa cribiforme, inclinada hacia abajo en ángulo, está la cara del hueso esfenoides.
La pared que separa las dos cavidades de la nariz, el tabique nasal, está formada por hueso en el interior y cartílago más cerca de la punta de la nariz. La parte ósea está formada por la placa perpendicular del hueso etmoides en la parte superior y el hueso vómer debajo. El piso de la nariz está formado por el hueso incisivo y las placas horizontales de los huesos palatinos, y esto forma el paladar duro del techo de la boca. Las dos placas horizontales se unen en la línea media y forman la espina nasal posterior que da unión al músculo de la úvula en la úvula.
Los dos huesos maxilares se unen en la base de la nariz en la línea media nasal inferior, entre las fosas nasales, y en la parte superior del surco nasal para formar la espina nasal anterior. Esta fina proyección ósea sostiene el centro cartilaginoso de la nariz. También es un importante punto de referencia cefalométrico.

### Cartílagos

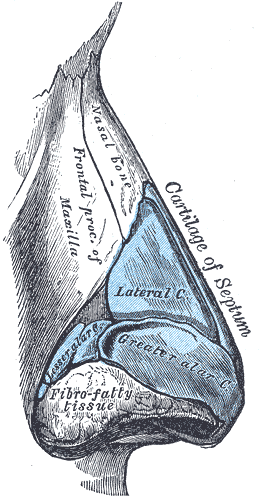
Cartílagos nasales

Los cartílagos nasales son el septal, el lateral, el alar mayor y el alar menor. Los cartílagos mayor y menor también se conocen como cartílago alar mayor y menor. Hay una estrecha franja de cartílago llamada cartílago vomeronasal que se encuentra entre el vómer y el cartílago septal.
El cartílago nasal septal, se extiende desde los huesos nasales en la línea media, hasta la parte ósea del tabique en la línea media, posteriormente. A continuación, pasa a lo largo del suelo de la cavidad nasal. El tabique es cuadrangular: la mitad superior está unida a los dos cartílagos nasales laterales que se fusionan con el tabique dorsal en la línea media. El tabique está unido lateralmente, con ligamentos sueltos, al margen óseo de la apertura nasal anterior, mientras que los extremos inferiores de los cartílagos laterales están libres (no unidos). Los tres o cuatro cartílagos alares menores están adyacentes a los cartílagos laterales, sostenidos en la membrana de tejido conectivo, que conecta los cartílagos laterales con el proceso frontal del maxilar.
Los huesos nasales de la parte superior de la nariz están unidos por la sutura interna de la línea media. Se unen con el cartílago septal en una unión conocida como rinión. El rinión es el punto medio de la sutura interna en la unión con el cartílago, y desde el rinión hasta el ápice, o punta, la estructura es de cartílago.
Los cartílagos alares mayores son placas delgadas de cartílago en forma de U a cada lado de la nariz que forman las paredes lateral y medial del vestíbulo, conocidas como crura medial y lateral. Las cruras mediales están unidas al cartílago septal, formando partes carnosas en la parte delantera de las fosas nasales a cada lado del tabique, denominadas pilares crurales mediales. Las cruras mediales se unen en la línea media por debajo del extremo del tabique para formar la columela y el lóbulo. El lóbulo contiene la punta de la nariz y su base contiene las fosas nasales. En los picos de los pliegues de la crura medial, forman las cúpulas alares los puntos que definen la punta de la nariz, separados por una hendidura. A continuación, se pliegan hacia fuera, por encima y al lado de las fosas nasales, formando la crura lateral. Los cartílagos alares mayores se mueven libremente y pueden responder a los músculos para abrir o contraer las fosas nasales.
Hay una estructura de refuerzo conocida como la voluta nasal que resiste el colapso interno de la presión del flujo de aire generado por la respiración normal. Esta estructura está formada por la unión entre los cartílagos lateral y principal. Sus bordes se entrelazan al desplazarse uno hacia arriba y otro hacia dentro.

### Músculos
Los músculos de la nariz son un subgrupo de los músculos de la expresión facial. Están involucrados en la respiración y la expresión facial. Los músculos de la nariz incluyen el prócer, nasal, depresor del tabique nasal, elevador del labio superior y del ala de la nariz y el orbicular de la boca. Como todos los músculos faciales, los músculos de la nariz están inervados por el nervio facial y sus ramas. Aunque cada músculo es independiente, los músculos de la nariz forman una capa continua con conexiones entre todos los componentes de los músculos y ligamentos, en la parte nasal de un sistema aponeurótico muscular superficial (SMAS). El SMAS es continuo desde el proceso nasofrontal hasta la punta nasal. Se divide al nivel de la válvula nasal en capas superficiales y profundas, cada una de las cuales tiene componentes mediales y laterales.
El músculo prócer produce arrugas sobre el puente de la nariz, y es activo en la concentración y el fruncimiento del ceño. Es un objetivo principal para los procedimientos de Botox en la frente para eliminar las líneas entre los ojos.
El músculo nasal consta de dos partes principales: una parte transversal denominada compresor naris y una parte alar denominada dilatador naris. El músculo  compresor naris comprime las fosas nasales y puede cerrarlas por completo. La parte alar, el dilatador naris consiste principalmente en el dilatador naris posterior y un dilatador naris anterior mucho más pequeño, y este músculo ensancha las fosas nasales. El dilatador nasal ayuda a formar la cresta superior del surco nasolabial. El anterior, y el posterior dilatador naris, (la parte alar del músculo nasal), dan soporte a las válvulas nasales. 
El septi nasi depresor puede a veces estar ausente o ser rudimentario. El septi nasi depresor tira de la columela, el tabique y la punta de la nariz hacia abajo. Al inicio de la inspiración este músculo tensa el tabique nasal y con el dilatador naris ensancha las fosas nasales
El levator labii superioris alaeque nasi se divide en un deslizamiento medial y otro lateral. El deslizamiento medial se funde con el pericondrio del cartílago alar mayor y la piel que lo recubre. El deslizamiento lateral se funde en el lado del labio superior con el músculo elevador del labio superior, y con el orbicular de la boca. El deslizamiento lateral eleva el labio superior y profundiza y aumenta la curva por encima del surco nasolabial. El deslizamiento medial tira de la cruz lateral hacia arriba y modifica la curva del surco alrededor de las alas, y dilata las fosas nasales.

### Tejido blando
La piel de la nariz varía en grosor a lo largo de su longitud. Desde la glabela hasta el puente (el ángulo nasofrontal) la piel es gruesa, bastante flexible y móvil. Se estrecha hasta el puente, donde es más fina y menos flexible, ya que está más cerca del hueso subyacente. Desde el puente hasta la punta de la nariz la piel es fina. La punta está cubierta por una piel tan gruesa como la sección superior, y tiene muchas glándulas sebáceas grandes. El grosor de la piel varía, pero sigue estando separada de los huesos y cartílagos subyacentes por cuatro capas: una capa grasa superficial; una capa fibromuscular continuada del SMAS; una capa grasa profunda, y el periostio. 
Otras áreas de tejido blando se encuentran donde no hay soporte de cartílago; estas incluyen un área alrededor de los lados del tabique - el área paraseptal -, un área alrededor de los cartílagos laterales, un área en la parte superior de la fosa nasal, y un área en las alas de la nariz.

### Nariz externa
La raíz nasal es la parte superior de la nariz que la une a la frente. La raíz nasal está por encima del puente y por debajo de la glabela, formando una hendidura conocida como el nasión en la sutura frontonasal donde el hueso frontal se une a los huesos nasales. El dorso nasal, también conocido como reborde nasal, es el límite entre la raíz y la punta de la nariz, que de perfil puede tener diversas formas. El ala de la nariz (ala nasi, "ala de la nariz"; plural alae) es la superficie lateral inferior de la nariz externa, formada por el cartílago alar y cubierta de tejido conectivo denso. Las alas se ensanchan para formar una eminencia redondeada alrededor de la fosa nasal. El dimorfismo sexual es evidente en la nariz más grande del macho. Esto se debe al aumento de la testosterona que engrosa el reborde de las cejas y el puente de la nariz haciéndolo más ancho.

### Cavidad nasal

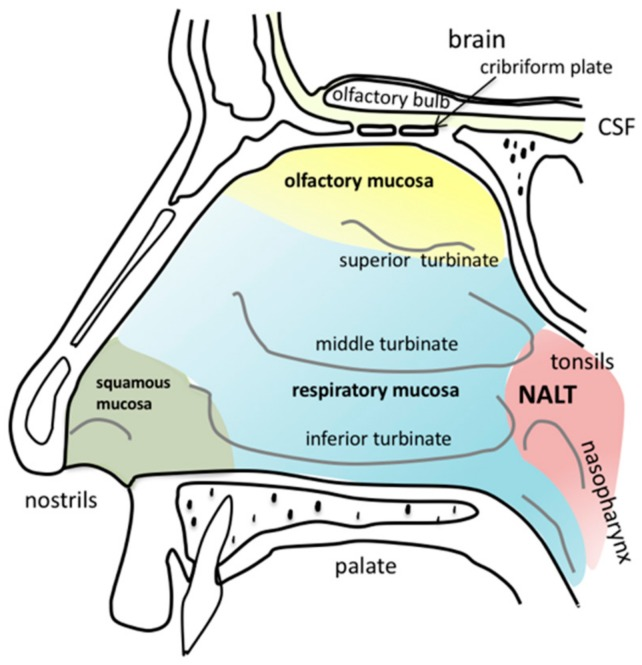
Anatomía de la cavidad nasal. Tejido linfoide asociado a la nariz marcado como NALT

La cavidad nasal es el gran espacio interno de la nariz y está dividido en dos partes: el vestíbulo nasal y la cavidad nasal propiamente dicha. El vestíbulo nasal es la parte más delantera de la cavidad nasal, encerrada por cartílagos. El vestíbulo está revestido de piel, folículos pilosos y una gran cantidad de glándulas sebáceas.  Una cresta mucosa conocida como limen nasi separa el vestíbulo del resto de la cavidad nasal y marca el cambio de la piel del vestíbulo al epitelio respiratorio del resto de la cavidad nasal.  Esta zona también se conoce como unión mucocutánea y tiene una microvasculatura densa.
La cavidad nasal está dividida en dos cavidades por el tabique nasal, y a cada una se accede por una fosa nasal externa. La división en dos cavidades permite el funcionamiento del ciclo nasal que ralentiza el proceso de acondicionamiento del aire inhalado. En la parte posterior de la cavidad nasal hay dos aberturas, llamadas coanas (también fosas nasales posteriores ), que dan entrada a la nasofaringe y al resto del tracto respiratorio.
En la pared exterior de cada cavidad hay tres huesos  llamados cornetes, dispuestos como cornetes nasales superior, medio e inferior. Debajo de cada cornete hay un meato o conducto nasal superior, medio e inferior correspondiente. La humedad excesiva de las lágrimas recogidas en el saco lagrimal desciende por los conductos nasolagrimales, donde drenan en el meato inferior de la cavidad nasal.
La mayor parte de la cavidad nasal y los senos paranasales está revestida con epitelio respiratorio como mucosa nasal. En el techo de cada cavidad hay un área de epitelio olfatorio especializado. Esta región mide aproximadamente 5 cm cuadrados y cubre el cornete superior, la placa cribiforme y el tabique nasal.
Existe una zona de la válvula nasal que es la parte más estrecha del conducto nasal. Existe una válvula externa en la parte más grande del ala del vestíbulo. Una válvula nasal interna, típicamente denominada válvula nasal, es un segmento en forma de hendidura entre una parte del cartílago lateral superior y el tabique en el tercio medio de la cavidad. Las válvulas regulan el flujo de aire y la resistencia. El aire inspirado es forzado a pasar a través de la estrecha válvula nasal interna, y luego se expande al pasar a la cavidad nasal. El cambio brusco de velocidad y presión del flujo de aire crea una turbulencia que permite un contacto óptimo con el epitelio respiratorio para el calentamiento, la hidratación y el filtrado necesarios. La turbulencia también permite que el movimiento del aire pase por encima del epitelio olfativo y transfiera la información sobre los olores. El ángulo de la válvula entre el tabique y la pared lateral debe ser suficiente para que el flujo de aire no esté obstruido, y normalmente está entre 10 y 15 grados. 
Los bordes de cada cavidad nasal son el techo, el piso, la pared medial (el tabique) y la pared lateral. La parte media del techo de la cavidad nasal está compuesta por la placa cribiforme perforada horizontal del hueso etmoides, a través de la cual pasan las fibras sensoriales del nervio olfatorio hacia la cavidad craneal. 

#### Senos paranasales

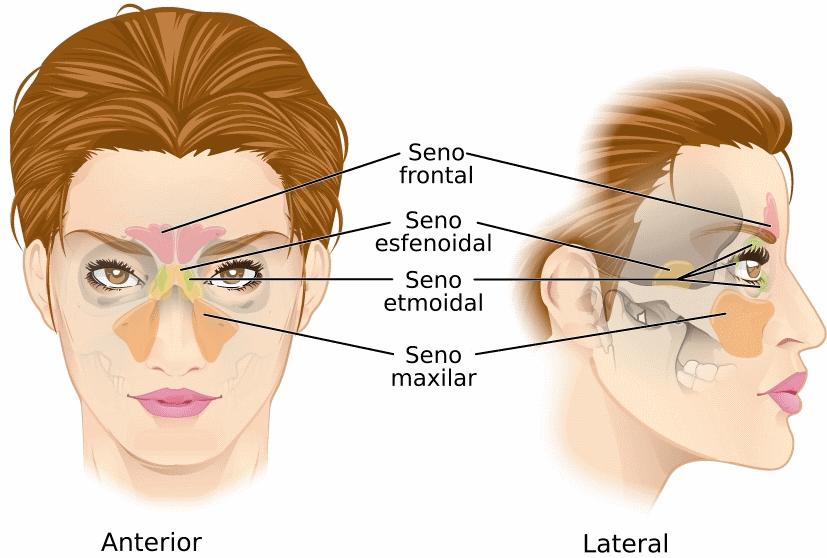
Senos paranasales

La mucosa que recubre la cavidad nasal se extiende hacia sus cámaras, los senos paranasales. La cavidad nasal y los senos paranasales se conocen como el tracto nasosinusal o región nasosinusal, y su anatomía se reconoce como única y compleja. Cuatro senos paranasales emparejados -el seno frontal, el seno esfenoidal, el seno etmoidal y el seno maxilar- drenan en regiones de la cavidad nasal. Los senos paranasales son extensiones llenas de aire de la cavidad nasal en los huesos del cráneo. Los senos frontales están situados en el hueso frontal; los senos esfenoidales en el hueso esfenoides; los senos maxilares en el maxilar; y los senos etmoidales en el hueso etmoides.
Una abertura estrecha llamada ostium sinusal de cada uno de los senos paranasales permite el drenaje hacia la cavidad nasal. El seno maxilar es el más grande de los senos nasales y drena hacia el meato medio. La mayor parte de los ostios se abren hacia el meato medio y el etmoides anterior, que en conjunto se denominan complejo ostiomeatal. Los adultos tienen una alta concentración de cilios en los ostia. Los cilios de los senos paranasales laten hacia las aberturas de la cavidad nasal. El mayor número de cilios y la estrechez de las aberturas de los senos paranasales permiten un mayor tiempo de hidratación y calentamiento.

### Forma de la nariz
La forma de la nariz varía mucho debido a las diferencias en las formas de los huesos nasales y la formación del puente de la nariz. Algunas formas de la nariz fueron clasificadas para rinoplastia por Eden Warwick en Nasology 1848: 

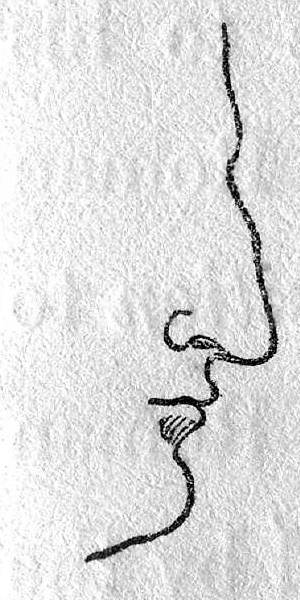
Clase I. Nariz aguileña.
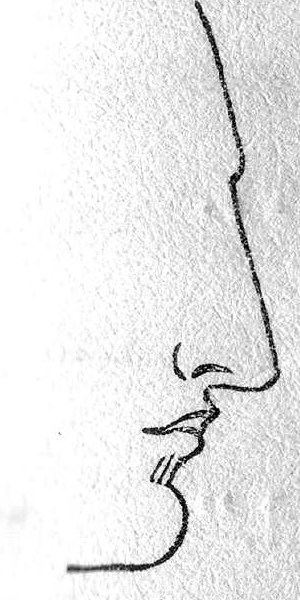
Clase II. Nariz griega.
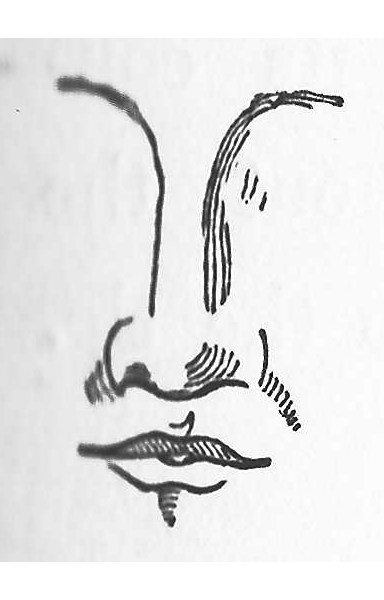
Clase III. Nariz africana.
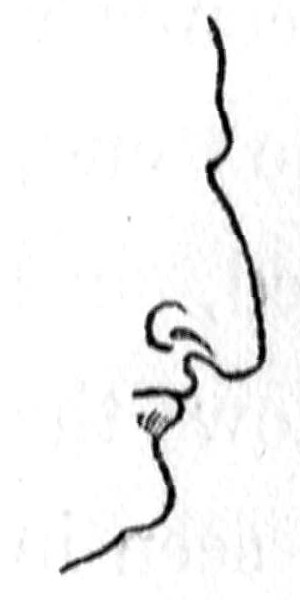
Clase IV. Nariz de halcón.
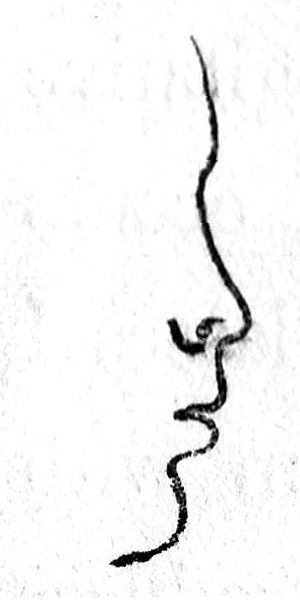
Clase V. Nariz chata.
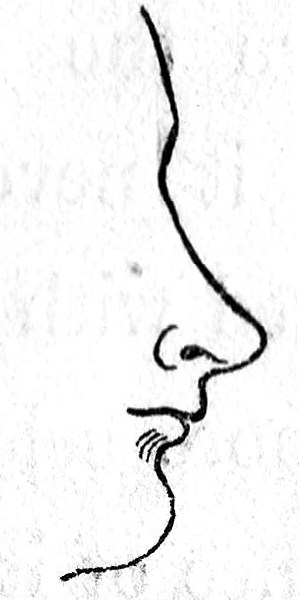
Clase VI. Nariz celestial

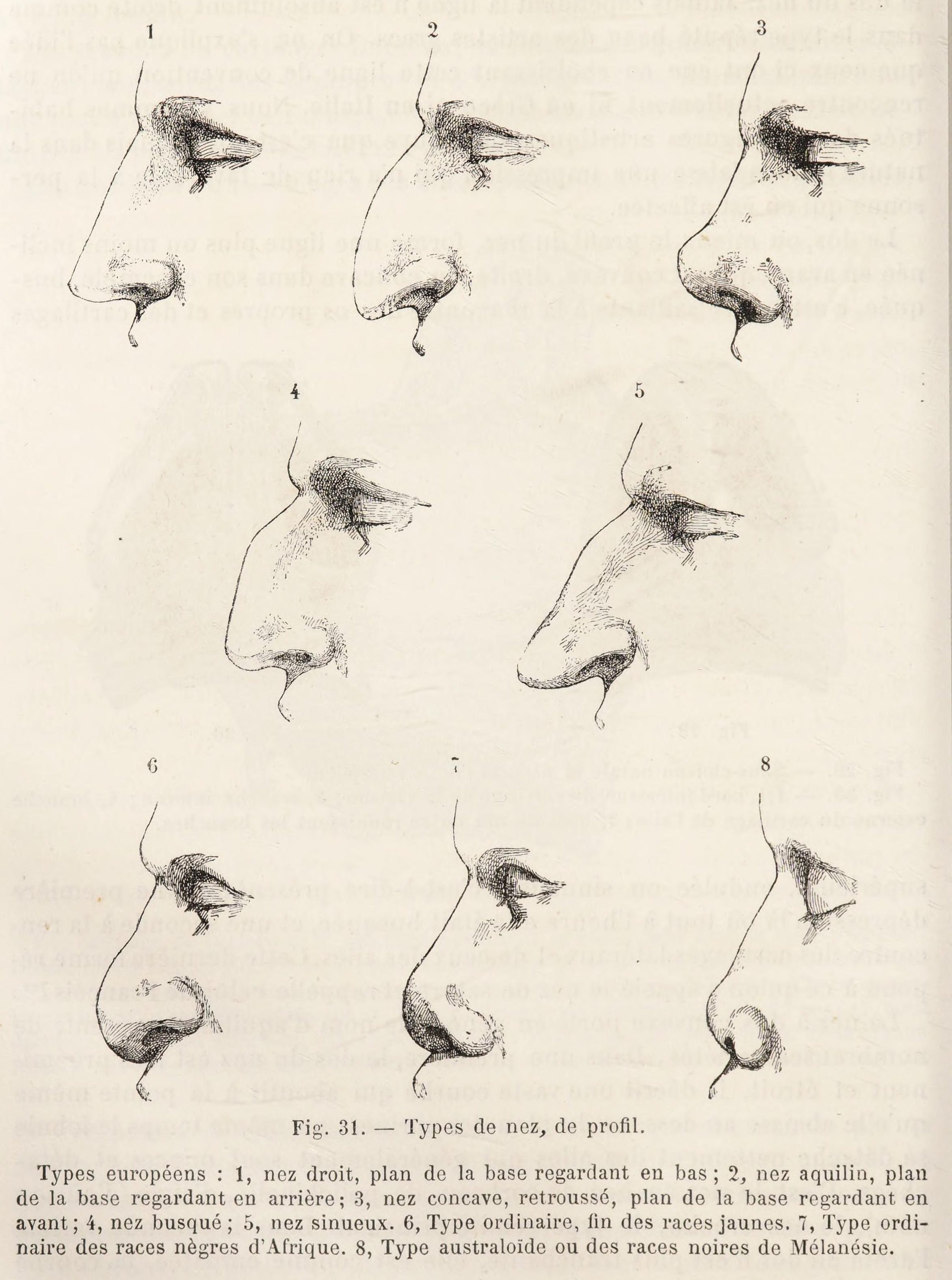
Formas de la nariz utilizadas en el índice nasal de Topinard

Paul Topinard desarrolló el índice nasal como método de clasificación de grupos étnicos. El índice se basa en la relación entre el ancho de la nariz y su altura. Las dimensiones nasales también se utilizan para clasificar la morfología nasal en cinco tipos: La hiperleptorrina es una nariz muy larga y estrecha con un índice nasal de 40 a 55.  La leptorrina describe una nariz larga y estrecha con un índice de 55 a 70.  La mesorrina es una nariz mediana con un índice de 70 a 85. Platirrina es una nariz corta y ancha con un índice de 85-99.9. El quinto tipo es la hiperplatirrina que tiene un índice de más de 100. La nariz humana se agrupa en seis según su aspecto morfológico: la nariz recta o griega sin curvas; la nariz de halcón, que es muy afilada, fina y compleja; la nariz respingona o celestial que se extiende continuamente desde los ojos hasta los labios; la nariz aguileña o romana, de forma aguileña y convexa; la nariz nubia con fosas nasales anchas, gruesa y ancha en el medio, ancha al final pero un poco estrecha en la parte superior y la nariz chata, corta y no afilada.
Algunas deformidades de la nariz tienen nombre, como la nariz de pug y la nariz de silla de montar. La nariz de pug se caracteriza por un exceso de tejido en el ápice que está desproporcionado con respecto al resto de la nariz. También puede ser evidente un puente nasal bajo y poco desarrollado. La deformación de la nariz en forma de silla de montar, que implica el colapso del puente nasal, se asocia principalmente a un traumatismo en la nariz, pero puede estar causada por otras afecciones, como la lepra.
El síndrome de Werner, una afección que provoca la aparición de un envejecimiento prematuro, causa un aspecto "de pájaro" debido al pinzamiento de la nariz.
El síndrome de Down comúnmente presenta una nariz pequeña con un puente nasal aplanado. Esto puede deberse a la ausencia de uno o ambos huesos nasales, huesos nasales acortados o huesos nasales que no se han fusionado en la línea media.

## Suministro y drenaje de sangre

### Suministro

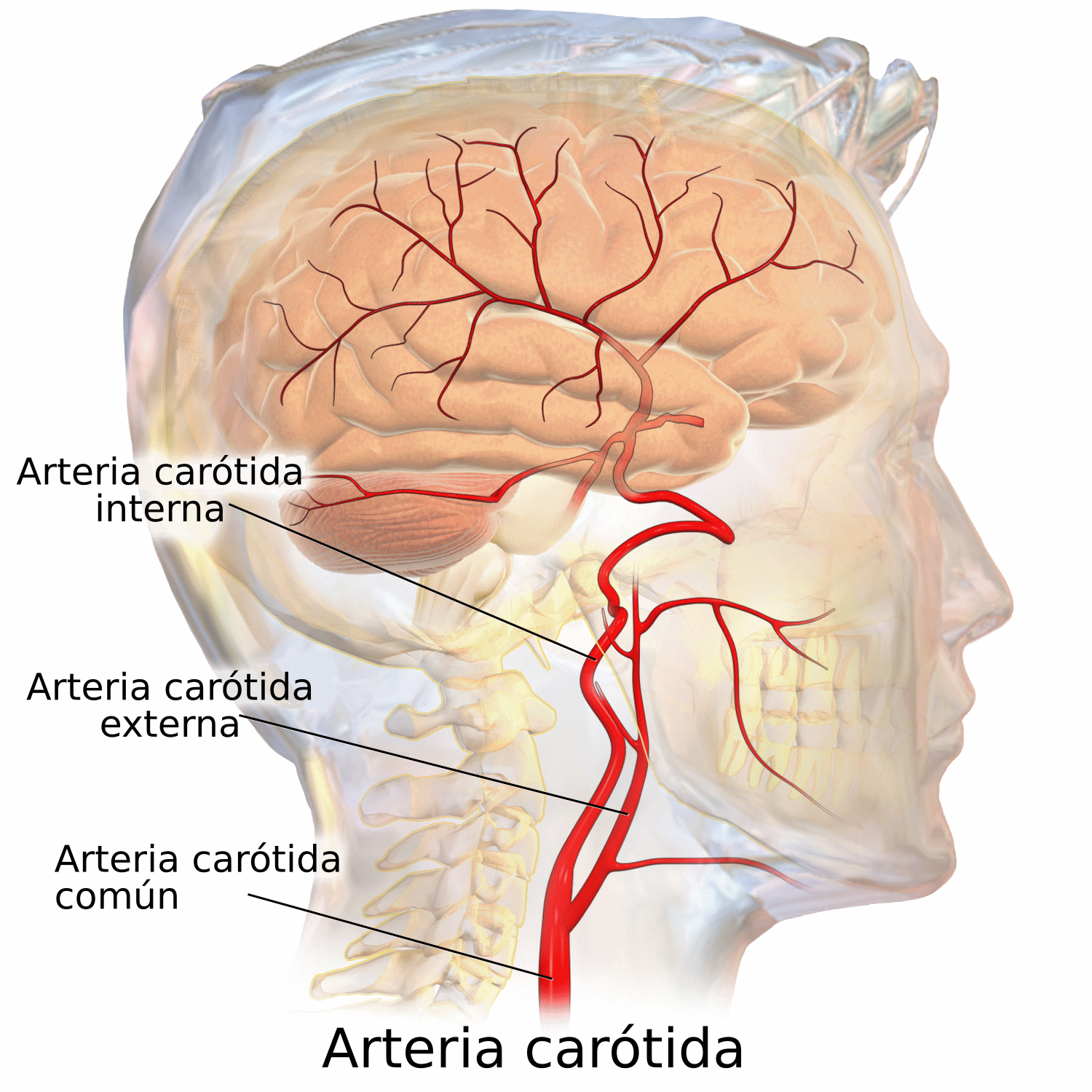
Arterias carótidas

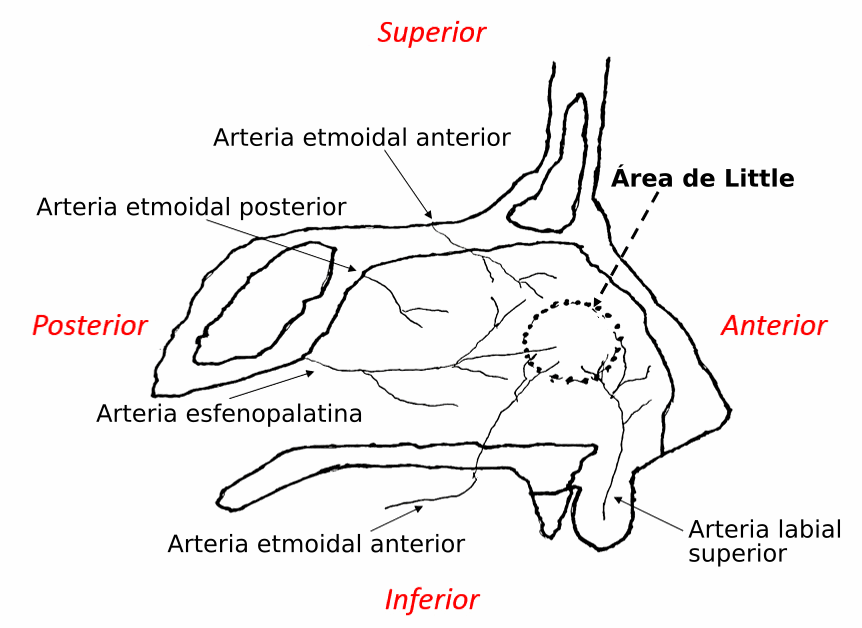
Múltiples arterias suministran sangre a la nariz; el tabique nasal, mostrado aquí es suministrado por las arterias etmoidales anterior y posterior en la parte superior; la arteria esfenopalantina en la parte posterior, y la arteria etmoidal anterior y la arteria labial superior sobre el cartílago. Estas arterias se unen en el plexo de Kiesselbach.

El suministro de sangre a la nariz lo proporcionan las ramas de las arterias oftálmica, maxilar y facial, ramas de las arterias carótidas. Las ramas de estas arterias se anastomosan para formar plexos dentro y debajo de la mucosa nasal. En la región septal, el plexo de Kiesselbach es un lugar habitual de hemorragias nasales.
Las ramas de la arteria oftálmica - las arterias etmoidales anterior y posterior -  irrigan el techo, el tabique óseo superior y los senos etmoidales y frontales. La arteria etmoidal anterior también ayuda a irrigar el cartílago septal inferior. Otra rama es la arteria nasal dorsal, una rama terminal que suministra la piel de las alas y el dorso.
Las ramas de la arteria maxilar incluyen la arteria palatina mayor; la arteria esfenopalatina y sus ramas: las arterias nasales laterales posteriores y las ramas nasales septales posteriores; la rama faríngea; y la arteria infraorbitaria y sus ramas: las arterias alveolares superior anterior y posterior.
La arteria esfenopalatina y las arterias etmoidales irrigan las paredes externas de la cavidad nasal. Existe un suministro adicional de una rama de la arteria facial: la arteria labial superior. La arteria esfenopalatina es la principal responsable de la irrigación de la mucosa nasal.
La piel de las alas está irrigada por las ramas nasales septal y lateral de la arteria facial. La piel de las partes externas de las alas y el dorso de la nariz están irrigadas por la arteria nasal dorsal, una rama de la arteria oftálmica, y la rama infraorbitaria de las arterias maxilares. 

### Drenaje
Las venas de la nariz incluyen la vena angular que drena el costado de la nariz y recibe las venas nasales laterales de las alas. La vena angular se une a la vena labial superior. Algunas pequeñas venas del dorso de la nariz drenan hacia el arco nasal de la vena frontal en la raíz de la nariz.
En la región posterior de la cavidad, específicamente en la parte posterior del meato inferior, se encuentra un plexo venoso conocido como plexo de Woodruff. Este plexo está formado por venas grandes de paredes delgadas con poco tejido blando, como músculos o fibras. La mucosa del plexo es fina con muy pocas estructuras.

## Drenaje linfático
Desde distintas zonas de la nariz, los vasos linfáticos superficiales circulan con las venas, y los profundos con las arterias. La linfa drena desde la mitad anterior de la cavidad nasal, incluidas las paredes medial y lateral, para unirse a la de la piel nasal externa y drenar en los ganglios linfáticos submandibulares. El resto de la cavidad nasal y los senos paranasales drenan todos a los ganglios linfáticos cervicales profundos superiores, ya sea directamente o a través de los ganglios linfáticos retrofaríngeos. La parte posterior del suelo nasal probablemente drena a los ganglios linfáticos parotídeos. 

## Inervación
La inervación de la nariz y los senos paranasales proviene de dos ramas del nervio trigémino (CN V): el nervio oftálmico (CN V 1 ), el nervio maxilar (CN V 2) y ramas de estos.
En la cavidad nasal, la mucosa nasal se divide en términos de inervación en una parte inferior posterior (posteroinferior) y una parte superior frontal (anterosuperior). La parte posterior está inervada por una rama del nervio maxilar, el nervio nasopalatino que llega al tabique. Las ramas nasales laterales del nervio palatino mayor inervan la pared lateral.
La parte superior frontal se inerva desde una rama del nervio oftálmico, el nervio nasociliar, y sus ramas, los nervios etmoidales anterior y posterior.
La mayor parte de la nariz externa, el dorso y el ápice, son inervados por el nervio infratroclear (una rama del nervio nasociliar). La rama externa del nervio etmoidal anterior también irriga áreas de piel entre la raíz y las alas. 
Las alas de la nariz están inervadas por las ramas nasales del CN V 2, el nervio infraorbitario, y las ramas nasales internas del nervio infraorbitario que inervan el tabique y el vestíbulo.
El seno maxilar está inervado por nervios alveolares superiores de los nervios maxilar e infraorbitario. El seno frontal está inervado por ramas del nervio supraorbitario.  Los senos etmoidales están inervados por ramas etmoidales anterior y posterior del nervio nasociliar.  El seno esfenoidal está inervado por los nervios etmoidales posteriores. 

### Movimiento
Los músculos de la nariz están inervados por ramas del nervio facial. El músculo nasal es inervado por las ramas bucales. También puede ser suministrado por una de las ramas cigomáticas. El músculo prócer está inervado por ramas temporales del nervio facial y ramas cigomáticas inferiores; También se ha descrito un suministro de la rama bucal. El músculo depresor del tabique nasal está inervado por la rama bucal y, a veces, por la rama cigomática del nervio facial. El músculo elevador del labio superior y del ala de la nariz está inervado por ramas cigomáticas y bucales superiores del nervio facial.

### Olfato
El sentido del olfato se transmite por los nervios olfativos. Los nervios olfativos son haces de axones muy pequeños no mielinizados que derivan de las neuronas receptoras olfativas de la mucosa olfativa. Los axones se encuentran en distintos estados de madurez, lo que refleja el constante recambio de neuronas en el epitelio olfativo. En la lámina propia se forma una red plexiforme, formada por los haces de axones que están rodeados de células envolventes olfativas. En hasta veinte ramas, los haces de axones cruzan la lámina cribiforme y entran en el bulbo olfativo suprayacente terminando como glomérulos. Cada rama está rodeada por una duramadre externa que se hace continua con el periostio nasal. 

### Suministro autónomo
La mucosa nasal de la cavidad nasal también está abastecida por el sistema nervioso autónomo. Las fibras nerviosas postganglionares del nervio petroso profundo se unen a las fibras nerviosas preganglionares del nervio petroso mayor para formar el nervio del canal pterigoideo. Las fibras simpáticas postganglionares se distribuyen a los vasos sanguíneos de la nariz. Las fibras parasimpáticas postganglionares derivadas del ganglio pterigopalatino proporcionan el suministro secretomotor a las glándulas mucosas nasales, y se distribuyen a través de ramas de los nervios maxilares

## Desarrollo

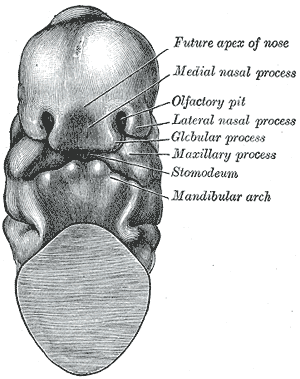
La cabeza en desarrollo a las cuatro semanas aproximadamente. La fosa olfativa se puede ver en la parte superior.

### Desarrollo de la nariz
En el desarrollo temprano del embrión, las células de la cresta neural migran para formar el tejido mesenquimal como ectomesénquima de los arcos faríngeos.  Al final de la cuarta semana, el primer par de arcos faríngeos forma cinco prominencias o procesos faciales: un proceso frontonasal no apareado, procesos mandibulares apareados y procesos maxilares apareados. La nariz está formada en gran parte por la fusión de estas cinco prominencias faciales. La apófisis frontonasal da lugar al puente de la nariz. Las apófisis nasales mediales proporcionan la cresta y la punta de la nariz, y las apófisis nasales laterales forman las alas o lados de la nariz. La apófisis frontonasal es una proliferación de mesénquima situada delante de las vesículas cerebrales y constituye el borde superior del estomodeo. 
Durante la quinta semana los procesos maxilares aumentan de tamaño y al mismo tiempo el ectodermo del proceso frontonasal se engrosa en sus lados y también aumenta de tamaño, formando las placodas nasales. Las placodas nasales también se conocen como placodas olfativas. Este desarrollo es inducido por la parte ventral del prosencéfalo.  En la sexta semana, el ectodermo de cada placoda nasal se invagina para formar una fosa indentada de forma ovalada, que forma una cresta de tejido elevada que la rodea. Cada fosa nasal forma una división entre las crestas, en una apófisis nasal lateral en el borde exterior, y una apófisis nasal medial en el borde interior.
En la sexta semana las fosas nasales se profundizan al penetrar en el mesénquima subyacente. En este momento, las apófisis nasales medias migran unas hacia otras y se fusionan formando el primordio del puente nasal y el tabique. La migración se ve favorecida por el mayor crecimiento de las prominencias maxilares en sentido medial, que comprime los procesos nasales mediales hacia la línea media.  Su fusión tiene lugar en la superficie, y también a un nivel más profundo. La fusión forma el segmento intermaxilar, y éste es continuo con la parte rostral del tabique nasal. Las puntas de los procesos maxilares también crecen y se fusionan con el proceso intermaxilar. La apófisis intermaxilar da lugar al surco nasolabial del labio superior.
Al final de la sexta semana las fosas nasales se han profundizado más y se fusionan para formar un gran saco nasal ectodérmico. Este saco estará por encima y detrás de la apófisis intermaxilar. Hacia la séptima semana, el suelo del saco nasal y la pared posterior crecen para formar una estructura ectodérmica engrosada en forma de placa llamada aleta nasal. La aleta nasal separa el saco de la cavidad oral. Dentro de la aleta, se desarrollan vacuolas que se fusionan con el saco nasal. Esto agranda el saco nasal y al mismo tiempo adelgaza la aleta hasta formar una membrana, la membrana oronasal, que separa las fosas nasales de la cavidad oral. Durante la séptima semana, la membrana oronasal se rompe y se desintegra para formar una abertura: la coana única primitiva.  El segmento intermaxilar se extiende posteriormente para formar el paladar primario que constituye el suelo de la cavidad nasal. Durante las semanas octava y novena se forman un par de finas extensiones a partir de las paredes mediales del proceso maxilar. Estas extensiones se denominan repisas palatinas y forman el paladar secundario. El paladar secundario se osificará endocondralmente para formar el paladar duro, el suelo de la cavidad nasal en su fase final.  Durante este tiempo, el ectodermo y el mesodermo del proceso frontonasal producen el tabique de la línea media. El tabique crece desde el techo de la cavidad nasal y se fusiona con los paladares en desarrollo a lo largo de la línea media. El tabique divide la cavidad nasal en dos conductos nasales que se abren a la faringe a través de las coanas definitivas.
A las diez semanas, las células se diferencian en músculo, cartílago y hueso. Los problemas en esta etapa del desarrollo pueden causar defectos congénitos como atresia de coanas (ausencia o cierre del conducto), hendiduras faciales y displasia nasal (desarrollo defectuoso o incompleto)  o muy raramente polirrinia, la formación de una nariz duplicada.
El desarrollo normal es fundamental porque el recién nacido respira por la nariz durante las primeras seis semanas y cualquier obstrucción nasal necesitará tratamiento de emergencia para eliminarse.

### Desarrollo de los senos paranasales.
Los cuatro pares de senos paranasales -el maxilar, el etmoidal, el esfenoidal y el frontal- se desarrollan a partir de la cavidad nasal como invaginaciones que se extienden hacia los huesos que les dan nombre. Dos pares de senos se forman durante el desarrollo prenatal y otros dos después del nacimiento. Los senos maxilares son los primeros en aparecer durante el tercer mes fetal. Se expanden lentamente dentro de los huesos maxilares y continúan expandiéndose durante la infancia. Los senos maxilares se forman como invaginaciones del saco nasal. Los senos etmoidales aparecen en el quinto mes fetal como invaginaciones del meato medio. Los senos etmoidales no crecen en el hueso etmoidal y no se desarrollan completamente hasta la pubertad.
Los senos esfenoidales son extensiones de los senos etmoidales hacia los huesos esfenoides. Comienzan a desarrollarse alrededor de los dos años de edad y continúan agrandandose durante la niñez.
Los senos frontales no se desarrollan hasta el quinto o sexto año de la infancia, y continúan expandiéndose durante la adolescencia. Cada seno frontal está formado por dos espacios independientes que se desarrollan a partir de dos fuentes diferentes; uno de ellos proviene de la expansión de los senos etmoidales en el hueso frontal, y el otro se desarrolla a partir de la invaginación. Nunca se unen, por lo que drenan de forma independiente.

## Función

### Respiración

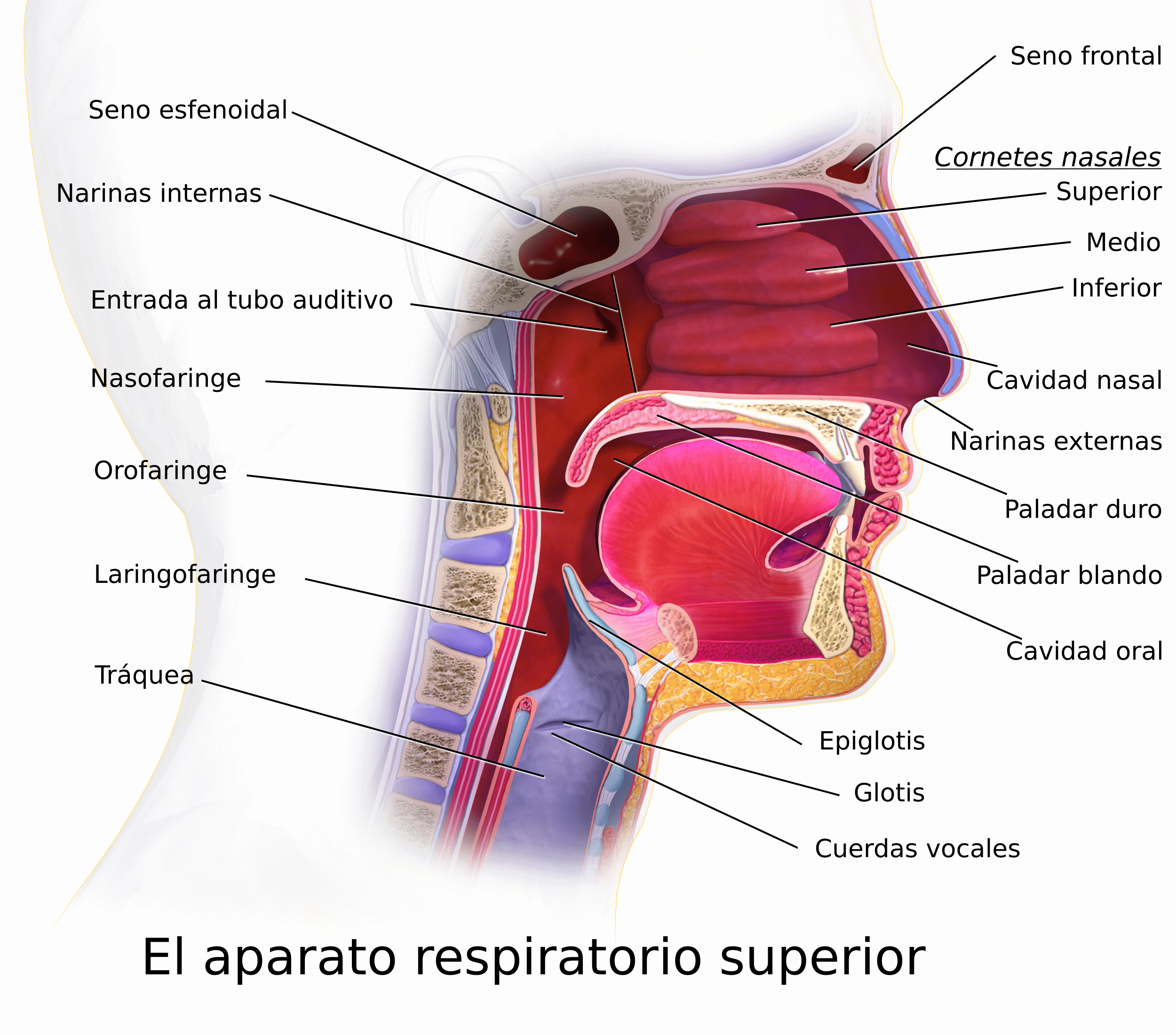
El aire entra en el tracto respiratorio superior a través de la nariz. Los cornetes nasales pueden verse en esta imagen

La nariz es el primer órgano del tracto respiratorio superior del sistema respiratorio. Su principal función respiratoria es el suministro y acondicionamiento, mediante el calentamiento, hidratación y filtrado de las partículas del aire inhalado. El vello nasal en las fosas nasales atrapa partículas grandes impidiendo su entrada a los pulmones.
Los tres cornetes nasales colocados en cada cavidad proporcionan cuatro surcos como conductos de aire, a lo largo de los cuales el aire circula y se mueve hacia la nasofaringe. Las estructuras internas y las cavidades, incluidos los cornetes y los senos paranasales, forman un sistema integrado para el acondicionamiento del aire que se respira por la nariz.  Este funcionamiento también incluye el papel principal de la mucosa nasal, y el acondicionamiento resultante del aire antes de que llegue a los pulmones es importante para mantener el entorno interno y el funcionamiento adecuado de los pulmones. La turbulencia creada por los cornetes y meatos optimiza el calentamiento, humectación y filtración de la mucosa. De este modo, estas estructuras del tracto respiratorio superior proporcionan un papel protector importante en el paso del aire a las estructuras más delicadas del tracto respiratorio inferior. 
El estornudo es una importante acción refleja protectora iniciada por la irritación de la mucosa nasal para expulsar partículas no deseadas a través de la boca y la nariz. El estornudo fótico es un reflejo provocado por diferentes estímulos, como luces brillantes. La nariz también puede proporcionar información sensorial sobre la temperatura del aire que se respira.
Se ha planteado la hipótesis de que las variaciones en la forma de la nariz posiblemente se adapten a las diferencias regionales de temperatura y humedad, aunque también pueden haber sido impulsadas por otros factores, como la selección sexual.

### Sentido del olfato

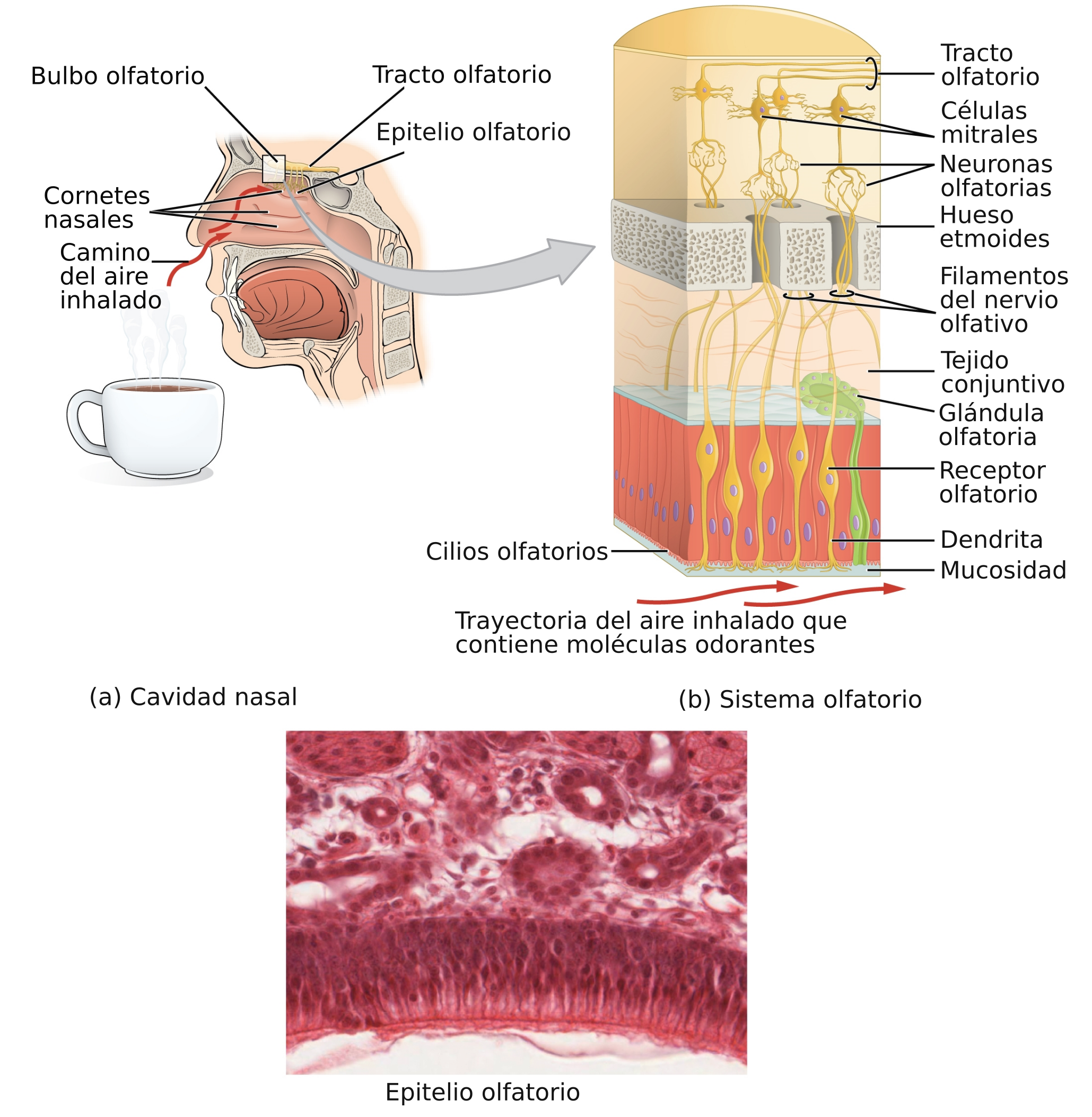
Las células que recubren la nariz involucradas en el olfato se muestran aquí.

La nariz también desempeña un papel importante en el sistema olfativo. Contiene una zona de células especializadas, las neuronas receptoras del olfato, responsables del sentido del olfato (olfacción). La mucosa olfativa de la cavidad nasal superior contiene un tipo de glándulas nasales denominadas glándulas olfatorias o glándulas de Bowman que contribuyen a la olfacción. Los cornetes nasales también contribuyen a la función olfativa, dirigiendo el flujo de aire hacia la región olfativa.

### Habla
El habla se produce con la presión de los pulmones. Esto puede modificarse utilizando el flujo de aire a través de la nariz en un proceso llamado nasalización. Esto implica el descenso del paladar blando para producir vocales y consonantes nasales permitiendo que el aire salga tanto de la nariz como de la boca El flujo de aire nasal también se utiliza para producir una variedad de clics nasales llamados consonantes de clic. Las cavidades grandes y huecas de los senos paranasales actúan como cámaras de resonancia que modifican y amplifican el habla y otras vibraciones vocales que pasan a través de ellos.

## Importancia clínica
Una de las afecciones médicas más comunes que afectan a la nariz es una hemorragia nasal (epistaxis). La mayoría de las hemorragias nasales ocurren en el plexo de Kiesselbach, un plexo vascular en la parte frontal inferior del tabique que involucra la convergencia de cuatro arterias. Una proporción menor de hemorragias nasales que tienden a no ser traumáticas se presenta en el plexo de Woodruff. El plexo de Woodruff es un plexo venoso de venas grandes de paredes delgadas que se encuentran en la parte posterior del meato inferior.
Otra afección común es la congestión nasal, generalmente un síntoma de infección, en particular sinusitis, u otra inflamación del revestimiento nasal llamada rinitis, que incluye rinitis alérgica y rinitis no alérgica. La obstrucción nasal crónica que da lugar a la respiración por la boca puede perjudicar en gran medida o impedir que las fosas nasales se abran. Una de las causas de los ronquidos es la obstrucción nasal, y los dispositivos antirronquidos como una tira nasal ayudan a ensanchar las fosas nasales y mantener abiertas las vías respiratorias.  El aleteo nasal, generalmente se observa en niños cuando la respiración es difícil.  La mayoría de las condiciones de congestión nasal también provocan una pérdida del sentido del olfato (anosmia). Esto también puede ocurrir en otras afecciones, por ejemplo, después de un trauma, en el síndrome de Kallmann o la enfermedad de Parkinson. Un ostium sinusal bloqueado, una abertura de un seno paranasal, hará que se acumule líquido en el seno.
En los niños, la nariz es un sitio común de cuerpos extraños. La nariz es una de las áreas expuestas que es susceptible a la congelación.
Debido a la naturaleza especial del suministro de sangre a la nariz humana y el área circundante, es posible que las infecciones retrógradas del área nasal se propaguen al cerebro. Por esta razón, el área que va desde las comisuras de la boca hasta el puente de la nariz, incluida la nariz y el maxilar, se conoce como el triángulo de peligro de la cara.
Las infecciones u otras afecciones que pueden resultar en la destrucción o daño de una parte de la nariz incluyen rinofima, cánceres de piel, particularmente carcinoma de células basales, cáncer de seno paranasal y de cavidad nasal, granulomatosis con poliangitis, sífilis, lepra, uso recreativo de cocaína, cromo y otras toxinas. La nariz puede ser estimulada para crecer en la acromegalia, una condición causada por un exceso de la hormona del crecimiento.
Una variante anatómica común es una cavidad llena de aire dentro de un cornete conocida como cornete bulloso. En casos raros, se puede formar un pólipo dentro de una ampolla. Por lo general, un cornete bulloso es pequeño y no presenta síntomas, pero cuando es grande puede obstruir el drenaje de los senos nasales.
Algunos fármacos pueden administrarse por vía nasal, incluida la administración de fármacos al cerebro, y entre ellos se encuentran los aerosoles nasales y los tratamientos tópicos El cartílago del tabique se puede destruir mediante la inhalación repetida de drogas recreativas como la cocaína. Esto, a su vez, puede provocar un colapso más generalizado del esqueleto nasal.
Los estornudos pueden transmitir infecciones transportadas en las gotitas expulsadas. Esta ruta se llama transmisión aérea o transmisión por aerosol.

### Procedimientos quirúrgicos

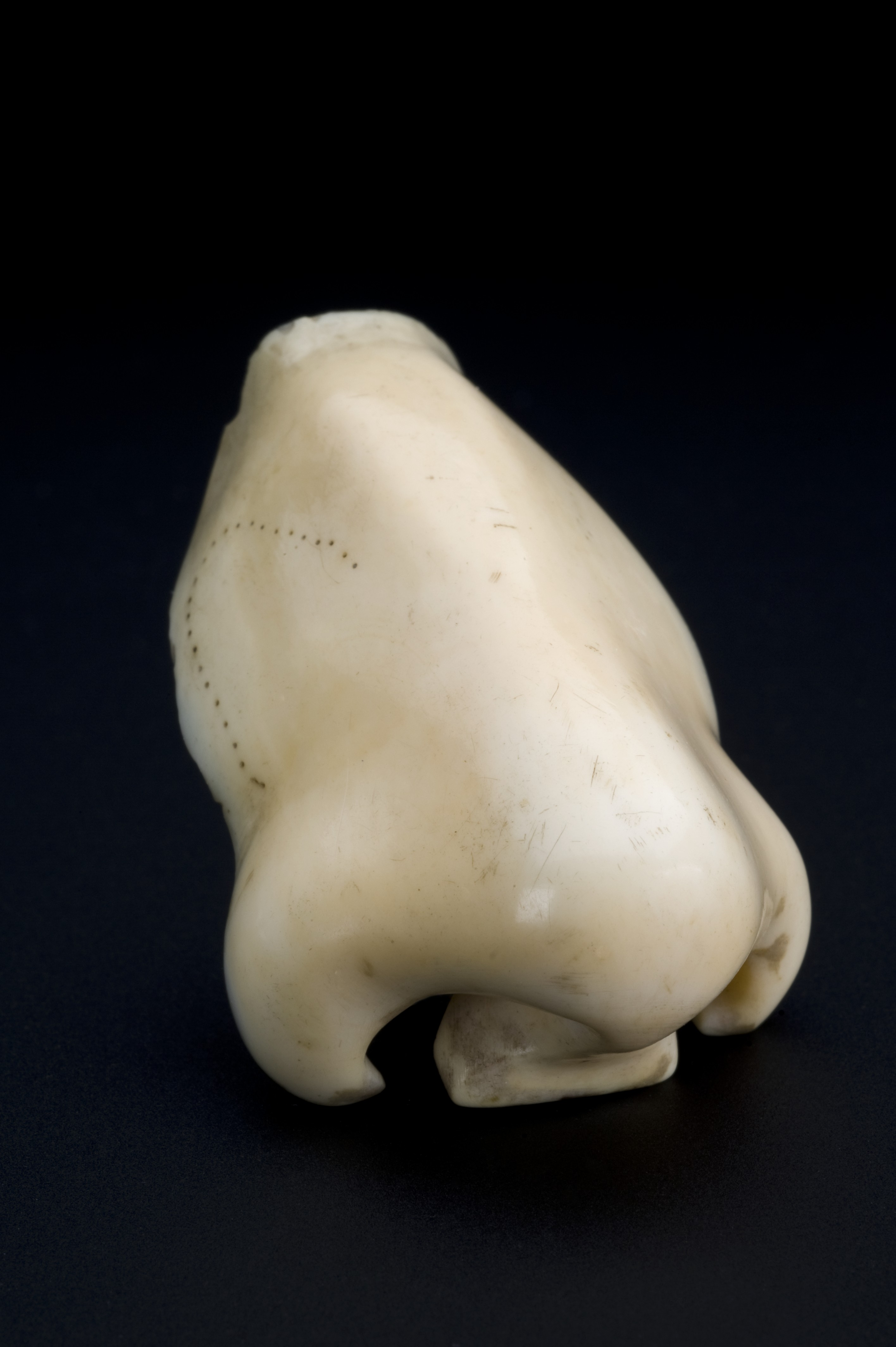
Nariz protésica de la Europa del siglo XVII.

Los cartílagos alares mal colocados carecen de un soporte adecuado y pueden afectar a la función de la válvula nasal externa. Esto puede causar problemas respiratorios, especialmente durante la inhalación profunda. El procedimiento quirúrgico para corregir los problemas respiratorios debidos a trastornos en las estructuras nasales se denomina rinoplastia, y también es el procedimiento utilizado para una cirugía estética cuando se denomina comúnmente "operación de nariz". En los procedimientos quirúrgicos de rinoplastia, la nariz se divide en una serie de subunidades y segmentos. Se utilizan nueve subunidades nasales estéticas y seis segmentos nasales estéticos. La septoplastia es la cirugía específica para corregir una desviación del tabique nasal.
Una nariz rota puede ser el resultado de un traumatismo. Las fracturas menores pueden curarse solas. La cirugía conocida como reducción puede llevarse a cabo en roturas más graves que causan dislocación
Se pueden realizar varios procedimientos nasales de la nariz y los senos paranasales utilizando una endoscopia nasal mínimamente invasiva. Estos procedimientos tienen como objetivo restaurar la ventilación sinusal, el aclaramiento mucociliar y mantener la salud de la mucosa sinusal. Algunas cirugías no nasales también pueden realizarse mediante el uso de un endoscopio que se introduce por la nariz. Estas cirugías endoscópicas endonasales se utilizan para extirpar tumores de la parte delantera de la base del cráneo
Los cornetes hinchados pueden causar obstrucción y congestión nasal, y pueden tratarse quirúrgicamente mediante una turbinectomía.

## Sociedad y cultura
Algunas personas optan por la cirugía estética (llamada rinoplastia) para cambiar el aspecto de su nariz. También son comunes los pírsines en la nariz, por ejemplo en la fosa nasal, el tabique o el puente. En algunos países asiáticos, como China, Japón, Corea del Sur, Malasia, Tailandia y Bangladés, se suelen realizar rinoplastias para crear un puente nasal más desarrollado o una "nariz alta". Del mismo modo, los "liftings nasales DIY" en forma de artículos cosméticos reutilizables se han hecho populares y se venden en muchos países asiáticos como China, Japón, Corea del Sur, Taiwán, Sri Lanka y Tailandia. Una nariz de puente alto ha sido un ideal de belleza común en muchas culturas asiáticas que se remontan a los ideales de belleza de la antigua China y la India.
En Nueva Zelanda, presionar la nariz (" hongi ")  es un saludo tradicional originario del pueblo maorí. Sin embargo, ahora generalmente se limita a ciertas celebraciones tradicionales.
El monumento de Hanazuka consagra las narices mutiladas de al menos 38.000 coreanos muertos durante las invasiones japonesas de Corea de 1592 a 1598.
Hurgarse la nariz es un hábito común y ligeramente tabú. Los riesgos médicos son el contagio de infecciones, las hemorragias nasales y, en raras ocasiones, la perforación del tabique nasal. Cuando se convierte en algo compulsivo se denomina rinotillexomanía. Limpiarse la nariz con la mano, lo que se conoce como "saludo alérgico", también es un leve tabú y puede dar lugar a la propagación de infecciones. Limpiarse la nariz de forma habitual, así como rápida o bruscamente, también puede dar lugar a un pliegue (conocido como pliegue o surco nasal transversal) que atraviesa la nariz, y puede dar lugar a una deformidad física permanente observable en la infancia y la edad adulta.
El fetichismo de la nariz (o nasofilia) es el parcialismo sexual por la nariz.

## Neandertales
Clive Finlayson del Museo de Gibraltar dijo que las grandes narices de los neandertales eran una adaptación al frío, Todd C. Rae, del Museo Americano de Historia Natural, dijo que los estudios sobre primates y animales árticos han demostrado la reducción del tamaño de los senos nasales en zonas de frío extremo en lugar de su ampliación, de acuerdo con la regla de Allen. Por lo tanto, Todd C. Rae concluye que el diseño de la nariz grande y prognática de los neandertales evolucionó para el clima más cálido de Oriente Medio y África y se mantuvo sin cambios cuando entraron en Europa
Miquel Hernández, del Departamento de Biología Animal de la Universidad de Barcelona, dijo que la "nariz alta y estrecha de los esquimales y neandertales" es una "adaptación a un ambiente frío y seco", ya que contribuye a calentar e hidratar el aire y a la "recuperación de calor y humedad del aire expirado ".

## Otras lecturas
- Nestor, James (2020). Breath: The New Science of a Lost Art. Riverhead Books. p. 304. ISBN 978-0735213616.

- Datos: Q2673594
- Multimedia: Human noses / Q2673594